# Jean Alfred Fournier
Jean Alfred Fournier (Parigi, 12 marzo 1832 – Parigi, 23 dicembre 1914) è stato un dermatologo e storico francese, specializzato nello studio della malattia venerea.

## Biografia
Da giovane, lavorò come medico interno presso l'Hôpital du Midi come studente di Philippe Ricord (1800-1889). Nel 1863 divenne medico delle chiese e dal 1867 lavorò con Augustin Grisolle (1811-1869) presso l'Hôtel-Dieu de Paris. Nel 1876 fu nominato chef di servizio presso l'Hôpital Saint-Louis, diventando poi membro dell'Académie de Médecine (1880).
Il suo contributo principale alla scienza medica fu lo studio della sifilide congenita, di cui fornì l'opposita descrizione nel 1883. Nelle sue numerose pubblicazioni sottolineò l'importanza della sifilide che è la principale causa delle malattie degenerative. Inoltre fondò un'organizzazione chiamata Société Française de Prophylaxie Sanitaire et Morale.

## Eponimi
- La gangrena di Fournier: un tipo di gangrena causata dall'infezione dello scroto di solito causato dal diabete. Anche se la condizione è stata chiamata Fournier, fu descritta per la prima volta da un medico di nome Baurienne nel 1764.
- Il segno di Fournier: screpolature sulla bocca dopo la guarigione causate dalla sifilide congenita.
- La tibia di Fournier: l'ispessimento fusiforme e l'arricciamento anteriore della tibia nella sifilide congenita.

Insieme al suo studio sulle malattie veneree, Fournier era anche uno storico medico, ripubblicando opere di medici preesistenti che includevano Girolamo Fracastoro (1478-1553), Giovanni da Vigo (1460-1525) e Jacques de Béthencourt.